# Cordillera Central (Kamchatka)
La cordillera Central o cordillera Sredinny (en ruso: Срединный хребет, Sredinny Chrebet)  es una cadena montañosa ubicada en el krai de Kamchatka, en el este de Rusia,  la principal línea divisoria de aguas en la península de Kamchatka. Se extiende unos 1000 km desde el NNO hasta el SSE en el centro de la península, con una anchura de unos 100 km. Está formada por volcanes, tanto en escudo como estratovolcanes. Su punto más alto es el volcán Ichinsky, un estratovolcán a  3621 m de altitud. El canal central está separado de la cadena oriental (Vostochny), al sureste, por la depresión central de Kamtchatka.
Los volcanes están actualmente cubiertos por pequeños glaciares, lo que convierte a Kamchatka en la región de glaciares más densamente cubierta de Asia septentrional, que cubren un área de aproximadamente 592 ± 20,4 km².

## Descripción

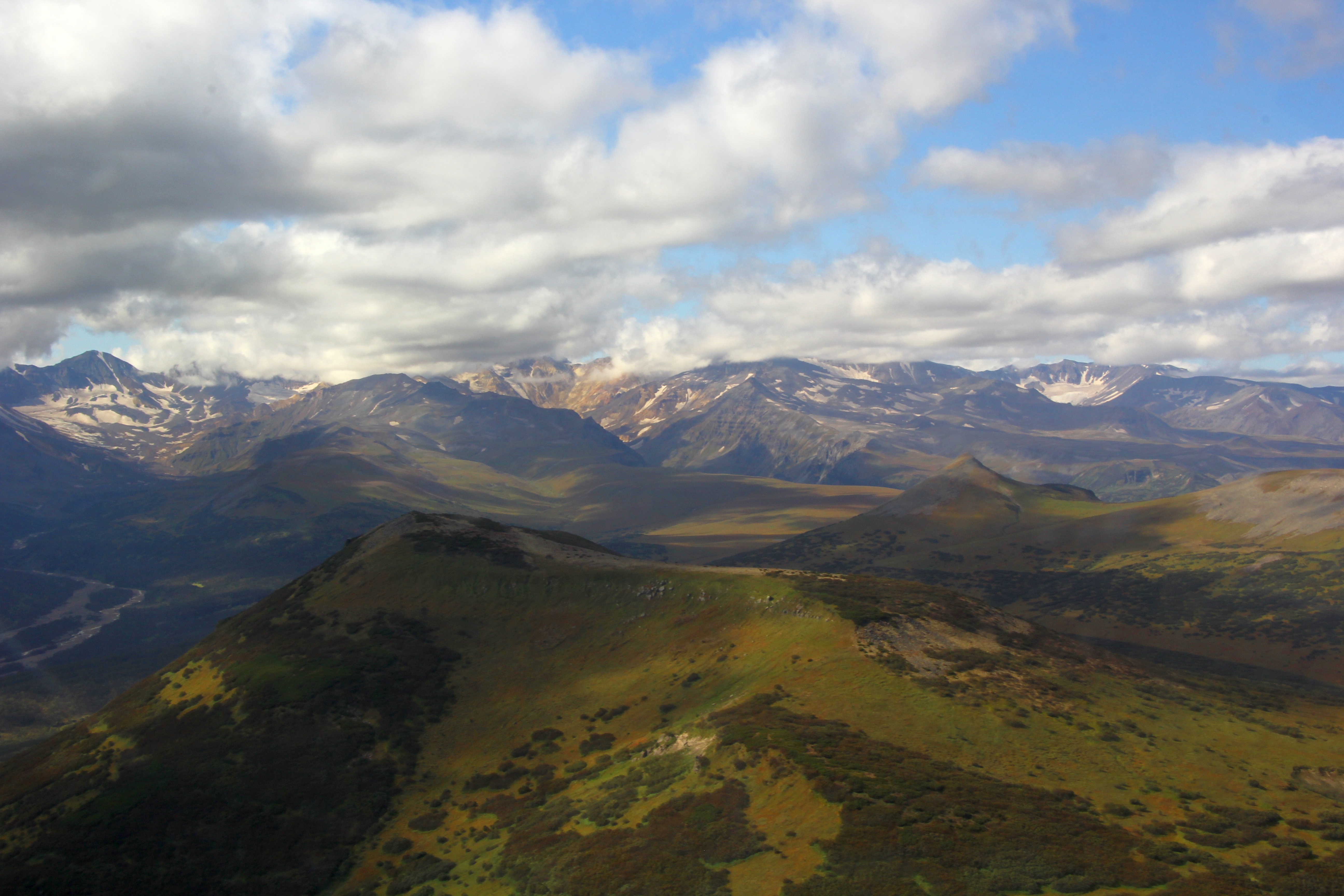
Cordillera Sredinny (región de los ríos Levaya Belaya y Pravaya Kirevna)

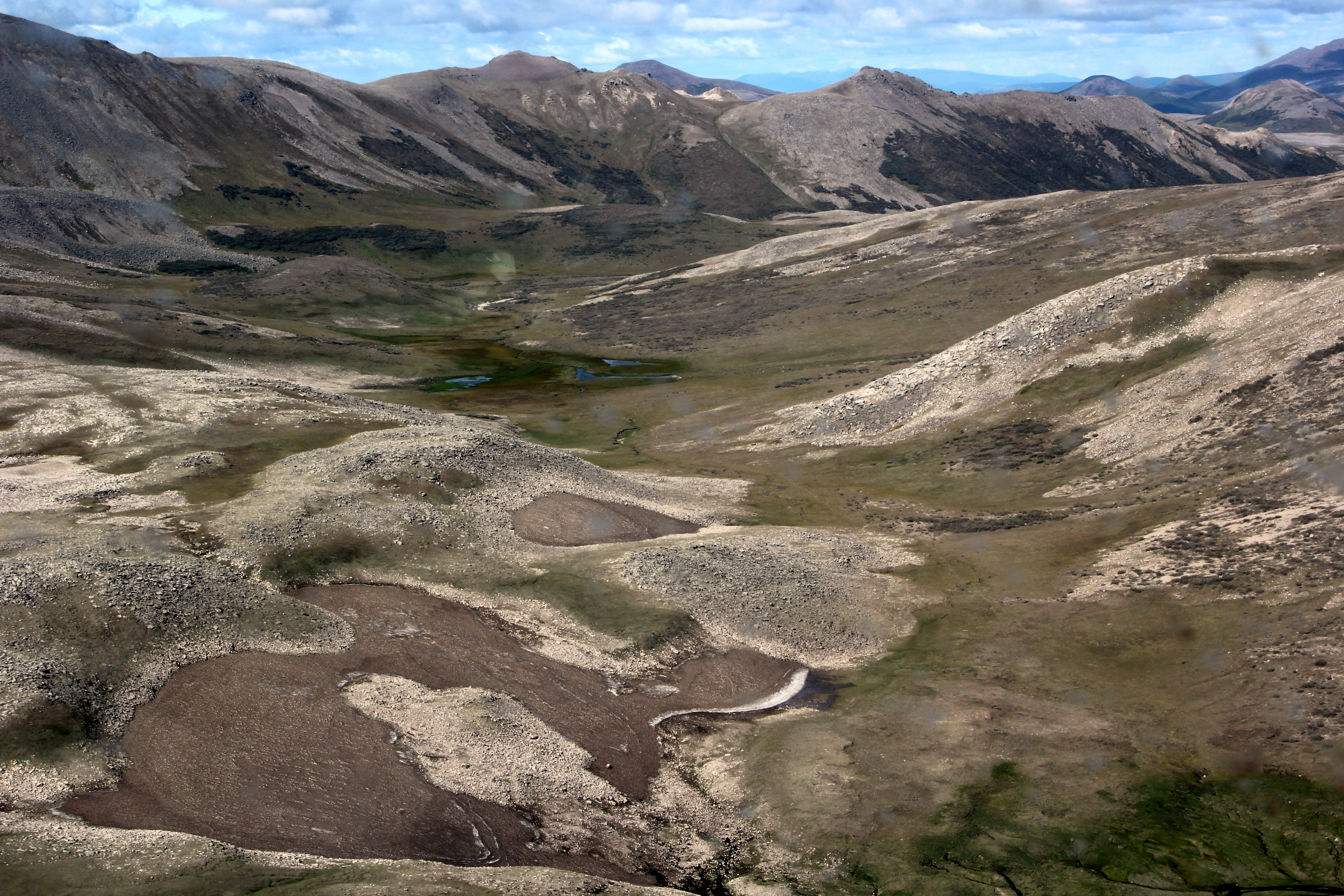
Parte central de la cordillera

La cordillera tiene una longitud de alrededor de 1000-1200 km, con alturas promedio de 1200−1400 m. El punto más alto es el  volcán Ichinsky (Ichinskaya Sopka), a 3621 m. Es un sistema profundamente diseccionado con una amplia variedad de accidentes geográficos que van desde tipos alpinos y de media montaña hasta mesetas de lava con estructuras volcánicas en forma de cono. Se extiende de norte a sur y tiene una gran cantidad de volcanes, principalmente en escudo y estratovolcanes. Además de los volcanes, consta de mesetas de lava, cadenas montañosas individuales y picos aislados cubiertos de glaciares. Las principales subcordilleras son Malkinsky, Kozyrevsky y Bystrinsky.
Muchos volcanes superan los 2000 m: Huvhoitun (2618 m), Alney (2581 m), Shishel (2531 m), Ostraya Sopka (2539 m). Los ríos que fluyen desde las laderas de la cordillera de Sredinny están ubicados muy cerca unos de otros en los tramos superiores. En las partes bajas y medias de las laderas, hay bosques de coníferas de alerce de Cajander y abetos de Ayan y bosques caducifolios de abedul de piedra, matorrales más altos de cedros y pinos enanos siberiano y tundra de montaña.
En total, la cordillera consta de 28 pasos y 11 picos, la mayoría de los pasos se encuentran en la parte norte. La cordillera es asimétrica: su pendiente occidental es relativamente suave y la oriental, que coincide con la falla central de Kamchatka, es muy empinada. En la parte central de la cordillera, son comunes distancias considerables entre picos grandes. La parte sur de la cadena se caracteriza por un alto grado de disección en macizos separados, caracterizados por pendientes asimétricas.

### Cinturón volcánico medio
Los volcanes en la cordillera de Sredinny forman el cinturón volcánico de Sredinny, que se divide en regiones volcánicas:
- región volcánica de Alney (Алнейский)[7]
- región volcánica de Anaunsky (Анаунский)[8]
- región volcánica occidental (Западный)[9]
- región volcánica de Ichinsky (Ичинский)[10]
- región volcánica de Kalgauchsky (Калгаучский)[11]
- región volcánica de Kozyrevsky (Козыревский)[12]
- región volcánica del norte (Северный)[13]
- región volcánica de Sedankinsky (Седанкинский)[14]
- región volcánica de Uksichansky (Уксичанский)[15]